# Amblie
Amblie település Franciaországban, Calvados megyében. Lakosainak száma 274 fő (2018. január 1.). Amblie Banville, Colombiers-sur-Seulles, Creully, Fontaine-Henry, Lantheuil, Reviers, Tierceville és Le Fresne-Camilly községekkel határos.

## Népesség
A település népességének változása:
| Lakosok száma | 267  | 266  | 276  | 258  | 292  | 267  | 277  | 272  | 272  | 274  |
|               | 1968 | 1975 | 1982 | 1990 | 1999 | 2011 | 2013 | 2015 | 2017 | 2018 |